# Інститут психології імені Г. С. Костюка НАПН України
Інститут психології імені Г. С. Костюка Національної академії педагогічних наук України (далі — Інститут) засновано Постановою Ради Народних Комісарів УРСР від 01 жовтня 1945 року № 1573, як Науково-дослідний інститут психології УРСР та підпорядковано Міністерству освіти УРСР. Відповідно до Постанови Кабінету Міністрів України від 16 червня 1992 року № 335 Інститут підпорядковано Академії педагогічних наук України. Постановою Кабінету Міністрів України Інституту було присвоєно ім'я видатного українського вченого-психолога академіка Костюка Григорія Силовича. Указом Президента України від 24 лютого 2010 року № 259 Академії педагогічних наук України надано статус національної.

### Історія
Науково-дослідний інститут психології розпочав свою діяльність 1 жовтня 1945 року на основі постанови № 1573 Ради народних Комісарів УРСР від 01.10.1945 р. (Він знаходився по вул. Леніна 10 а у 1968 році переїздить на вулицю Микільсько-Ботанічна). Структура Інституту складалась з 6 відділів: загальної психології, дитячої психології, педагогічної психології, спеціальної психології, психопатології, історії психології. До відділу загальної психології входило 3 лабораторії: лабораторія з вивчення нервової діяльності, лабораторія з вивчення чутливості, лабораторія з вивчення мовлення і мислення та кабінету теоретичних проблем психології. У травні 1996 року було створено Лабораторію загальної та етнічної психології, яка є спадкоємницею відділу загальної психології- базового відділу створеного у жовтні 1945 року київського Інституту психології. Керівником відділу став Г. С. Костюк. У відділі працювали такі відомі вчені як О. М. Раєвський, П. І. Зінченко, Д. Г. Елькін, Д. Ф. Ніколенко, Е. О. Мілерян, П. М. Пелех, А. А. Андрієвська, Р. І. Тамуріді та інші
Відділ дитячої психології мав у своєму складі 2 кабінети: кабінет психології раннього та дошкільного віку, кабінет психології шкільного віку. Крім цього, на основі фондів УНДІПу було створено бібліотеку, а також адміністративно-технічний відділ.

У 1946 р. наказом Міністра освіти УРСР була затверджена Вчена рада у складі 14 осіб.

У 1960 р. створено відділ психології навчання і відділ психології виховання, у 1963 р. — відділ профорієнтації і профконсультації, у 1964 р. — лабораторію з питань програмованого навчання, у 1967 р. — відділ дитячої психології розділено на два відділи: психології молодшого шкільного віку і психології дошкільного віку.

Інститут перебував у складі Міністерства освіти УРСР до 1992 р., а згідно з постановою Кабінету міністрів України № 335 від 16.06.92 р. Підпорядкований Академії педагогічних наук України з наступною зміною назви — Інститут психології АПН України (Постанова Президії Академії педагогічних наук України, протокол № 1-7/ 2-14 від 24.02.93 р.) Постановою Кабінету міністрів України № 978 від 6 грудня 1995 року Інституту було присвоєно ім'я видатного українського вченого-психолога академіка Г. С. Костюка.
Нині у складі Інституту психології ім. Г. С. Костюка НАПН України діє 18 лабораторій, працюють дві спеціалізовані Вчені ради із захисту докторських дисертацій; готуються наукові кадри психологів вищої кваліфікації у докторантурі та аспірантурі Інституту.

## Основні напрямки роботи
Діяльність Інституту психології імені Г. С. Костюка НАПН України спрямована на дослідження фундаментальних теоретико-методологічних проблем психологічної науки, розробку актуальних прикладних питань, що потребують ґрунтовного психологічного забезпечення.
Основні напрями досліджень:
- Теоретико-методологічні засади психологічної науки
- Теоретичні та прикладні проблеми психології особистості та соціальної психології
- Соціально-психологічні проблеми трансформаційних процесів у суспільстві та освіті
- Психологія навчання та виховання в сучасних умовах
- Психологічні основи творчості та обдарованості
- Теоретико-методологічні та методичні проблеми практичної психології
- Теоретичні засади організаційної психології та психології праці
- Психологія здорового способу життя та вікова фізіологія

### Директори Інституту
- 1945—1972 — Костюк Григорій Силович
- 1972—1983 — Войтко Віталій Іванович
- 1983—1989 — Проколієнко Людмила Микитівна
- 1990—1993 — Киричук Олександр Васильович
- 1993—1997 — Титов Віктор Михайлович
- 1997—2023 — Максименко Сергій Дмитрович[1]

##### Наукові лабораторії Інституту
В Інституті діє 18 наукових лабораторій, а саме:
- Лабораторія історії психології ім. В. А. Роменця;
- Лабораторія методології і теорії психології;
- Лабораторія загальної та етнічної психології.
- Лабораторія соціальної психології;
- Лабораторія когнітивної психології;
- Лабораторія екологічної психології; [Архівовано 5 грудня 2019 у Wayback Machine.]
- Лабораторія психології особистості ім. П. Р. Чамати;
- Лабораторія психології соціально дезадаптованих неповнолітніх;
- Лабораторія психології дошкільника;
- Лабораторія психології навчання імені І.Синиці;
- Лабораторія організаційної психології;
- Лабораторія кіберпсихології (раніше - лабораторія сучасних інформаційних технологій навчання) [Архівовано 13 грудня 2013 у Wayback Machine.];
- Лабораторія науково-психологічної інформації;
- Лабораторія психології творчості;
- Лабораторія психології обдарованості;
- Лабораторія психодіагностики;
- Лабораторія консультативної психології та психотерапії;
- Лабораторія вікової психофізіології.